# Ammopolia casteneonigra
Ammopolia casteneonigra là một loài bướm đêm trong họ Noctuidae.